# Intensities in 10 cities
| Recensione | Giudizio |
| ---------- | -------- |
| AllMusic   | [ 1 ]    |

Intensities in 10 cities è un album live di Ted Nugent, pubblicato nel 1981 per la Epic Records.
Il disco è composto da brani inediti.

## Tracce
Tutte le tracce sono state scritte da Ted Nugent, eccetto dove diversamente indicato.
1. Put Up or Shut Up – 3:21
2. Spontaneous Combustion – 3:53
3. My Love Is Like a Tire Iron – 5:48
4. Jailbait – 5:15
5. I Am a Predator – 3:16
6. Heads Will Roll – 4:07
7. The Flying Lip Lock – 4:07
8. Land of a Thousand Dances – 4:39 (Domino, Kenner)
9. The TNT Overture – 4:31
10. I Take No Prisoners – 3:30

## Formazione
- Ted Nugent - voce, chitarra, basso, percussioni
- Charlie Huhn - chitarra ritmica, voce
- Cliff Davies - batteria, percussioni, cori
- Dave Kiswiney - basso, cori

## Singoli
- 1981: Jailbait
- 1981: Land of a Thousand Dances
- 1981: The Flying Lip Lock